# William Gallagher

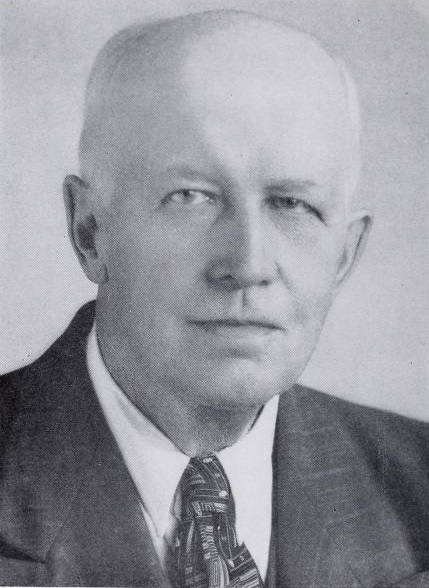
William Gallagher, 1949

William James Gallagher (* 13. Mai 1875 in Minneapolis, Minnesota; † 13. August 1946 in Rochester, Minnesota) war ein US-amerikanischer Politiker. Zwischen 1945 und 1946 vertrat er den Bundesstaat Minnesota im US-Repräsentantenhaus.

## Werdegang
William Gallagher besuchte die öffentlichen Schulen seiner Heimat einschließlich der North High School. Zwischen 1895 und 1896 war er bei einer Zeitung angestellt. Dort überprüfte er als Korrekturleser deren Artikel auf Fehler. Im Jahr 1897 zog Gallagher nach Spokane im Bundesstaat Washington. Dort übernahm er die gleiche Aufgabe bei einer Arbeiterzeitung. Nach seiner Rückkehr nach Minneapolis arbeitete er bis 1919 als Fahrer und Angestellter für eine Spedition. Von 1919 bis 1927 war er als Straßenfeger beim Straßenbauamt des Hennepin County tätig. Die gleiche Tätigkeit übte er ab 1927 bis zu seinem Ruhestand im Jahr 1942 für die Stadt Minneapolis aus. Erst nach seiner Pensionierung wurde er politisch aktiv.
Gallagher wurde Mitglied der Demokratischen Partei, die sich seit 1944 nach der Fusion mit der Farmer-Labor-Party in Minnesota Democratic-Farmer-Labor Party nennt. Bei den Kongresswahlen des Jahres 1944 wurde er im dritten Wahlbezirk von Minnesota in das US-Repräsentantenhaus in Washington, D.C. gewählt. Dort trat er am 3. Januar 1945 die Nachfolge von Richard Pillsbury Gale von der Republikanischen Partei an. Für die Wahlen des Jahres 1946 wurde er erneut nominiert. Allerdings erlebte er den Wahltermin nicht mehr. Er starb am 13. August 1946 in Rochester. Während seiner kurzen Zeit im Kongress endete der Zweite Weltkrieg. William Gallagher wurde in seiner Geburtsstadt Minneapolis beigesetzt.